# Université d'Utrecht
L'université d'Utrecht (en néerlandais, Universiteit Utrecht, UU) est une université néerlandaise située à Utrecht, aux Pays-Bas. Elle est l'une des plus vieilles universités des Pays-Bas et l'une des plus prestigieuses d'Europe. L'université s'est classée de manière constante dans le top 100 des meilleures universités du monde au sein des principaux classements, comme au classement de Shanghai qui la positionne en 2019 meilleure université des Pays-Bas, 14e d'Europe et 49e du monde. Elle compte parmi ses anciens élèves et sa faculté, un certain nombre de personnalités primées, dont 12 lauréats du prix Nobel et 13 lauréats du prix Spinoza.

## Historique
Fondée le 26 mars 1636, elle accueille aujourd'hui 29 927 étudiants et emploie 7 479 personnes (faculté de médecine exclue) dont 602 professeurs. En 2011, 500 doctorats seront reçus et 7 010 articles ont été publiés. Le budget en 2010 s'élève à 716 millions d'euros dont 23 % issus de fonds privés.
Jusqu'au milieu des années 1990, elle s'appelait l’université publique d'Utrecht (Rijksuniversiteit Utrecht, RUU). Sa devise est « Sol Iustitiae Illustra Nos », c'est-à-dire « Soleil de la justice, éclaire-nous ».
Cette université fais partie du groupe de Coimbra.

## Description

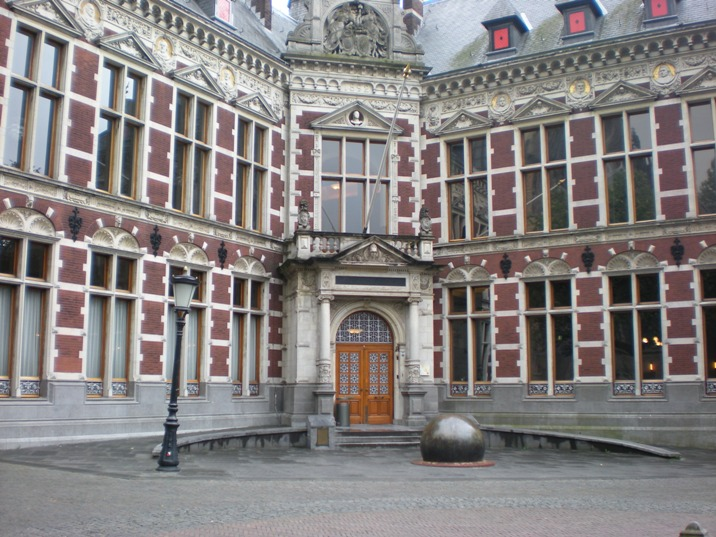
Academiegebouw (rectorat de l'université d'Utrecht).

L'université d'Utrecht se structure en sept facultés. Les facultés se subdivisent en départements ou écoles.
- Faculté des Lettres
  - Département des arts & des lettres
  - Département de théologie
  - Département de philosophie
- Faculté des sciences sociales et comportementales
- Faculté de droit, d'économie et de gouvernance
  - Utrecht University School of Economics (USE)
  - Utrecht University School of Law
  - Utrecht University School of Governance (USG)
- Faculté de Géoscience
  - Département des sciences de la Terre
  - Département de géographie physique
  - Département des sciences de l'environnement et de l'innovation
  - Département de géographie humaine et de planification urbaine
- Faculté de médecine / Utrecht Universitair Medisch Centrum
- Faculté de médecine vétérinaire
- Faculté des sciences
  - Département de biologie
  - Département de chimie
  - Département des sciences de l'information et d'informatique
  - Département de mathématique
  - Département de pharmacie
  - Département de physique et d'astronomie

Il existe également trois écoles interfacultaires :
- University College Utrecht (UCU) / Roosevelt Academy
- Ethics Institute
- IVLOS Institute of Education

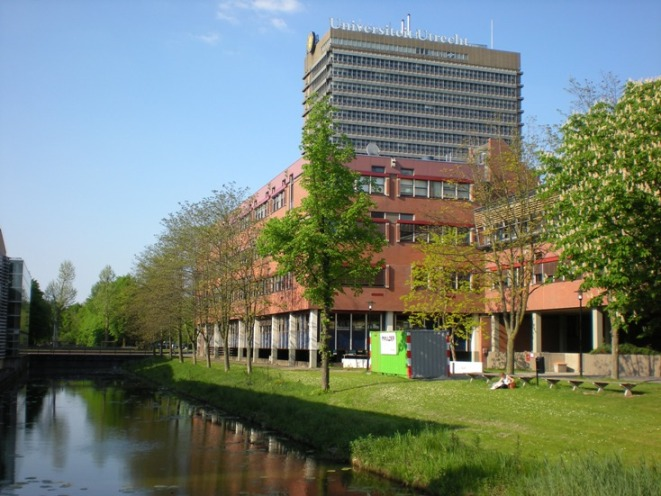
De Uithof (nouveau campus de l'université d'Utrecht).
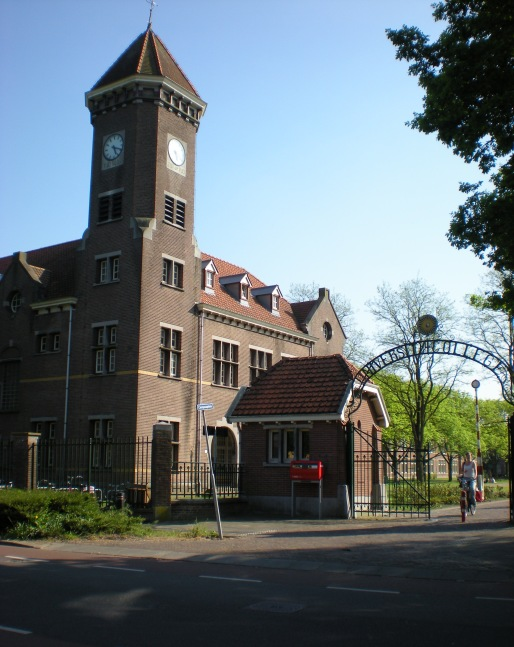
University College Utrecht.
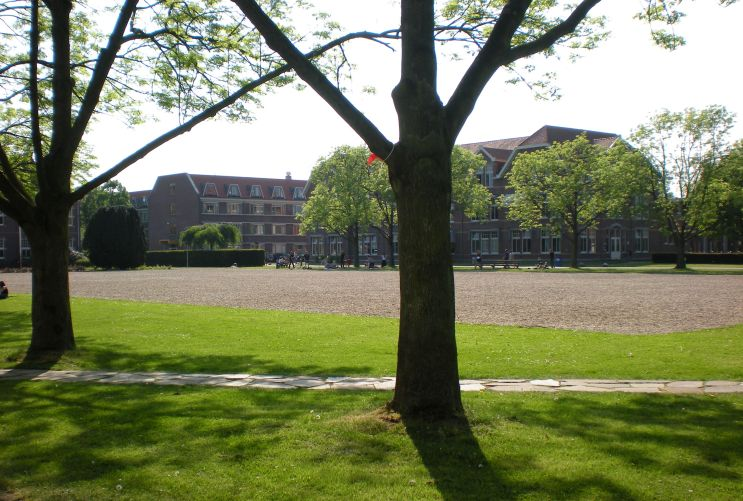
University College Utrecht.

Le rectorat (Academiegebouw), la faculté des lettres et la faculté de droit, d'économie et de gouvernance sont principalement situés dans le centre-ville (Janskerkhof) et occupent majoritairement les bâtiments historiques. Par contre, les cinq autres facultés, l'Utrecht Universitair Medisch Centrum (UMC) et la plupart des services administratifs se retrouvent dans le nouveau campus de De Uithof, à la périphérie de la ville. L'University College Utrecht occupe une ancienne base militaire (Kromhout kazerne).

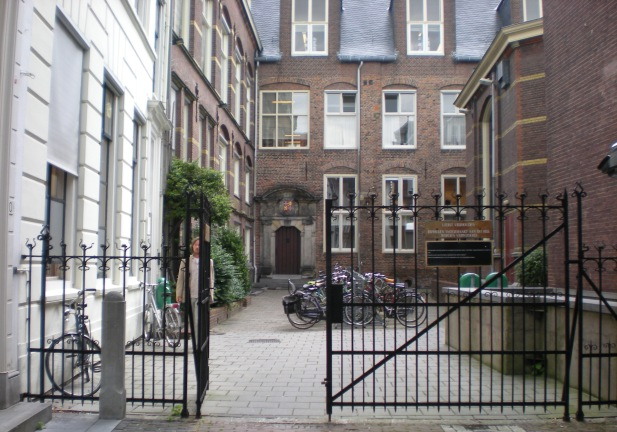
Juridische Bibliotheek (Bibliothèque de droit et d'économie).
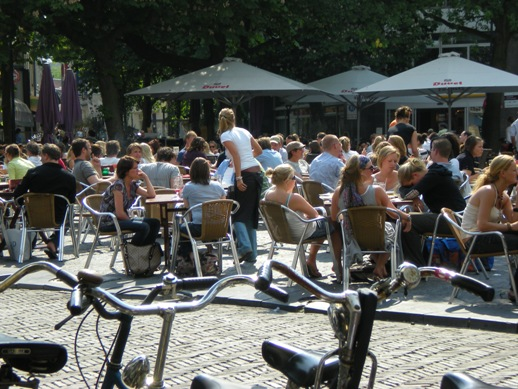
Vie étudiante à Utrecht.
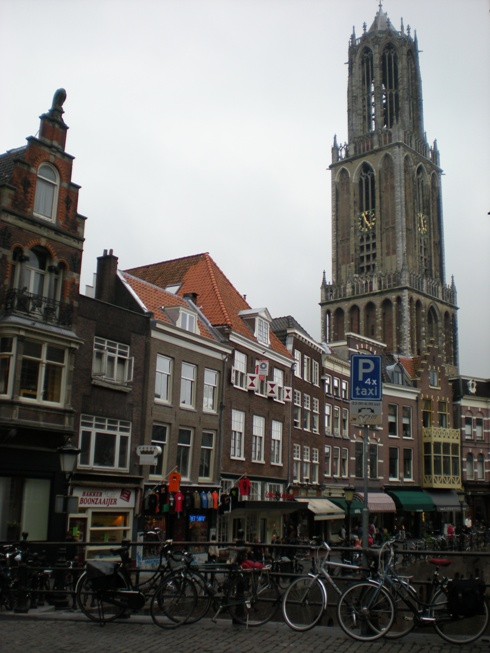
Dom van Utrecht.

## Spécificité
Si la vieille ville d’Utrecht offre un cadre séduisant à la fois médiéval et contemporain, la réputation de son université reste un facteur croissant dans le choix de ses étudiants. En effet, les étudiants tiennent de plus en plus compte de l'excellence de l’université comme des programmes d'études et de la recherche. En 2009, 92 % des étudiants interrogés déclarent que « l’université d'Utrecht a une excellente réputation » contre seulement 72 % en 2007. La collaboration entre les étudiants et le corps enseignant, l’excellence dans la recherche et les programmes d'études jouent un rôle dans le choix des études pour 48 % des nouveaux arrivants contre 7 % en 2007. Par rapport aux enquêtes précédentes, la réputation de l'établissement dans le choix des études revêt d’une importance croissante par rapport à l’attractivité de la ville.
En septembre 2011, l’université d’Utrecht propose:
- 50 programmes de premier cycle (bachelor), dont quatre sont également dispensés en anglais (l'Utrecht University School of Economics, le College of Pharmaceutical Sciences, l'University College Utrecht et la Roosevelt Academy).
- 175 programmes de second cycle (master), dont 100 sont enseignés en anglais.
- Des programmes de formation pour les enseignants (dispensés en néerlandais et en anglais).

À cet égard, Utrecht possède la gamme la plus large de programmes dispensés en anglais des Pays-Bas. Enfin, Utrecht renforce chaque année son statut international. Cette année, l’université accueille 2 532 étudiants étrangers originaires de 130 pays (8,46 % de la population étudiante totale).

## Classements mondiaux
Dans le classement 2021 Academic Ranking of World Universities, l'université d'Utrecht est classée 50e meilleure université du monde et la meilleure des Pays-Bas (lien). Son classement a légèrement décliné depuis 2003 lorsqu'elle était classée 40e.
Au classement 2021 U.S. News & World Report Best Colleges Ranking l'université d'Utrecht est classée 54e (lien), une place stable depuis quelques années.
Dans le classement 2021 Times Higher Education World University Rankings, l'université est classée 75e (lien).
| Classement     | Position        |
| -------------- | --------------- |
| ARWU Monde     | 50ème (2021)    |
| USNWR Monde    | 54ème (2021)    |
| CWUR Monde     | 68ème (2020-21) |
| THE Monde      | 69e (2022)      |
| CWTS Monde     | 79ème (2021)    |
| Reuteurs Monde | 93ème (2019)    |
| QS Monde       | 110ème (2022)   |

## Histoire

### DuVIIeauXIIesiècle

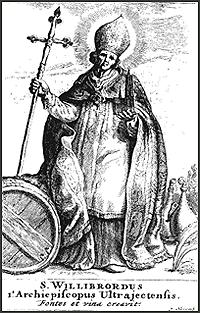
Willibrord d'Utrecht (env. 658-739).

Les racines de l'université d'Utrecht remontent au VIIe siècle. L’évêque missionnaire Willibrord d'Utrecht établit son siège épiscopal à Utrecht et dès lors, joue un rôle prépondérant dans le développement de la ville. En 695, Willibrord ouvre un séminaire destiné aux futurs prêtres et à la noblesse d’Utrecht. Le séminaire est associé à la cathédrale et gagne sa célébrité sous le nom de Domschool (École de la cathédrale). Très vite, l'enseignement dispensé à Utrecht gagne en réputation. Vers 928, l'empereur Henri Ier étudie à la Domschool. Utrecht devient le centre intellectuel et culturel du Nord des Pays-Bas.

### DuXIIeauXVIIesiècle

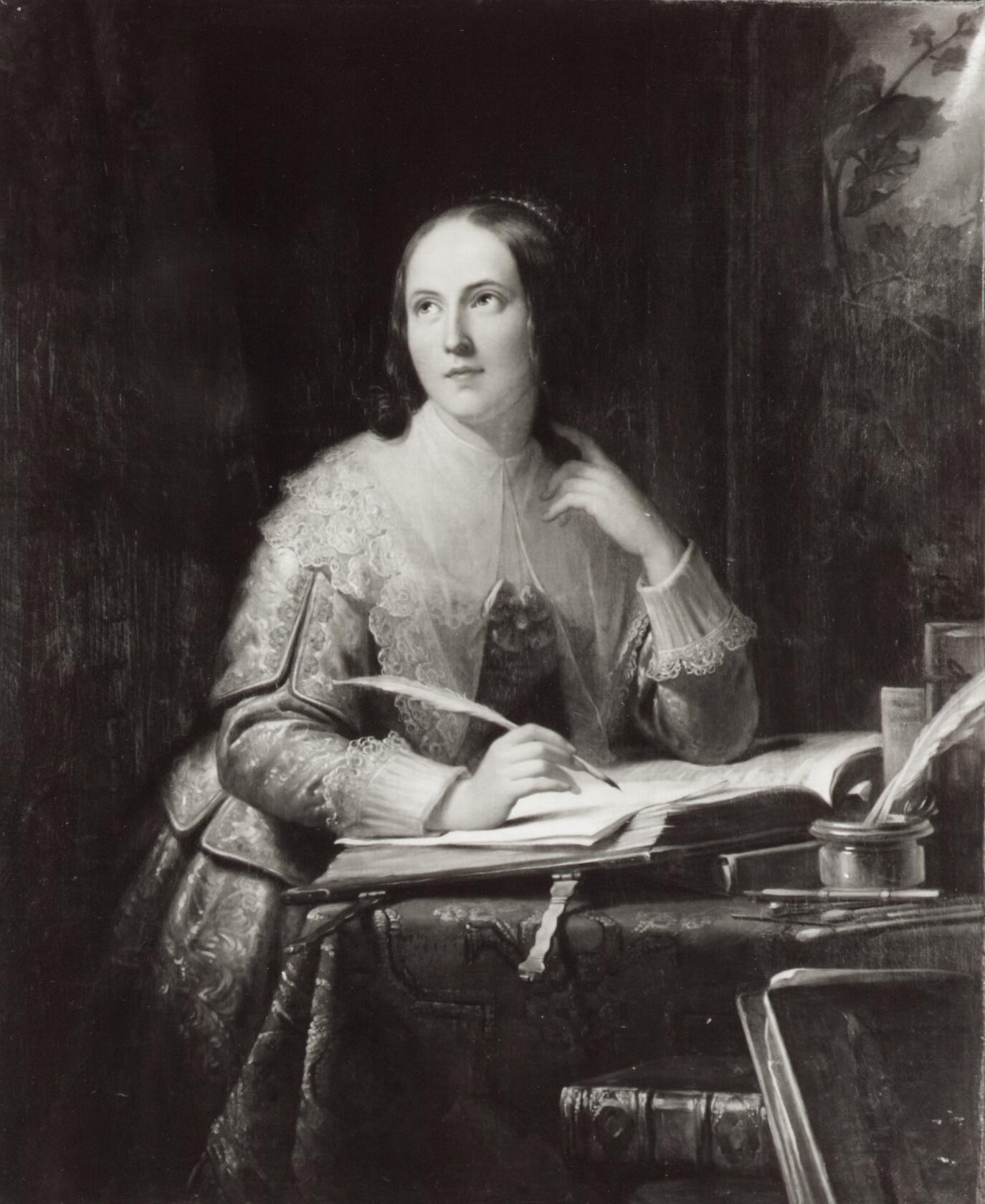
Anne-Marie de Schurman (1607-1678), peinture du XIXe siècle.

D'autres écoles dont le Hieronymusschool naissent à Utrecht et si le Domschool ne connaît plus la gloire d’antan, le Hieronymusschool gagne en prestige et attire des étudiants de plus en plus nombreux. Fondée en 1474 par les Frères de la Vie Commune, le Hieronymusschool a la particularité d’introduire l’humanisme dans son enseignement.
En 1470, le Conseil d'Utrecht adopte une résolution qui examine la création d'une université à Utrecht. Cependant, cette résolution n’aboutit pas. En conséquence de quoi, les étudiants de l’époque doivent se résoudre à poursuivre des études de droit, théologie ou médecine dans des universités à l’étranger.
En 1580, Utrecht est réformée et confisque dès lors les livres de la bibliothèque du chapitre épiscopal afin de les disposer à la bibliothèque de la ville, qui deviendra plus tard la bibliothèque universitaire.
En 1634, le conseil de la ville (stadsbestuur) fonde une « école illustre». Dans le souci de pouvoir dispenser des diplômes, l’« école illustre » est élevée au rang d’université le 26 mars 1636, date de la fondation de l’université d'Utrecht. Néanmoins, les débuts de l’université sont modestes. En effet, elle ne comporte qu’une douzaine d'étudiants et sept professeurs répartis en quatre facultés : philosophie, théologie, droit et médecine. Le premier recteur est Bernardus Schotanus, professeur de droit et de mathématiques. Le discours inaugural est écrit sous l'influence notable de Gisbertus Voetius, professeur de théologie et de science orientale.
Si la toute jeune université n’accueille que des hommes, elle accepte dès le début sa première étudiante, Anne-Marie de Schurman (1607-1678). Si de fait, elle bénéficie d’une exception et suit les cours du théologien Gisbertus Voetius, Anne-Marie de Schurman reste néanmoins assise dans un coin et demeure cachée du regard des hommes par un rideau.

### DuXVIIeauXIXesiècle
Le XVIIe siècle constitue de fait l'âge d'or des Provinces-Unies. Si les Provinces-Unies sont à la tête d'un puissant empire colonial et commercial, l'esprit de tolérance et de liberté ne cesse d'attirer les marchands et les intellectuels de toute l’Europe. À ce titre, Utrecht devient un pôle politique et culturel incontournable en Europe du Nord. L'université d'Utrecht profite pleinement du rayonnement de la ville et se développe de manière à mieux affronter la concurrence d'universités plus anciennes comme celles de Leyde (1575), Franeker (1585) et Groningen (1614) et des « écoles illustres » d’Harderwijk (1599) et d’Amsterdam (1632). À cet égard, Leyde se dresse comme le concurrent majeur d’Utrecht qui en réponse, accroît ses investissements. Des jardins botaniques sont aménagés au Sonnenborgh et un observatoire est établi au Smeetoren.

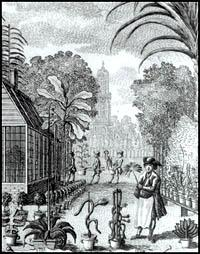
Jardins botaniques de Sonnenborgh.

Au XVIIIe siècle, l'université d'Utrecht vit un net déclin. Durant l'occupation française (1806-1813), Utrecht en vient à perdre son statut d'université et est reléguée au simple rang d'« école secondaire ».
En 1815, Utrecht retrouve son statut d’université et à ce titre, devient une université d'état. Très rapidement, l’université d’Utrecht met l’accent sur les sciences naturelles et contribue nettement à la renaissance de cette discipline aux Pays-Bas. Des naturalistes comme Harting, Mulder, Buys Ballot et Donders promeuvent l’enseignement en laboratoire.

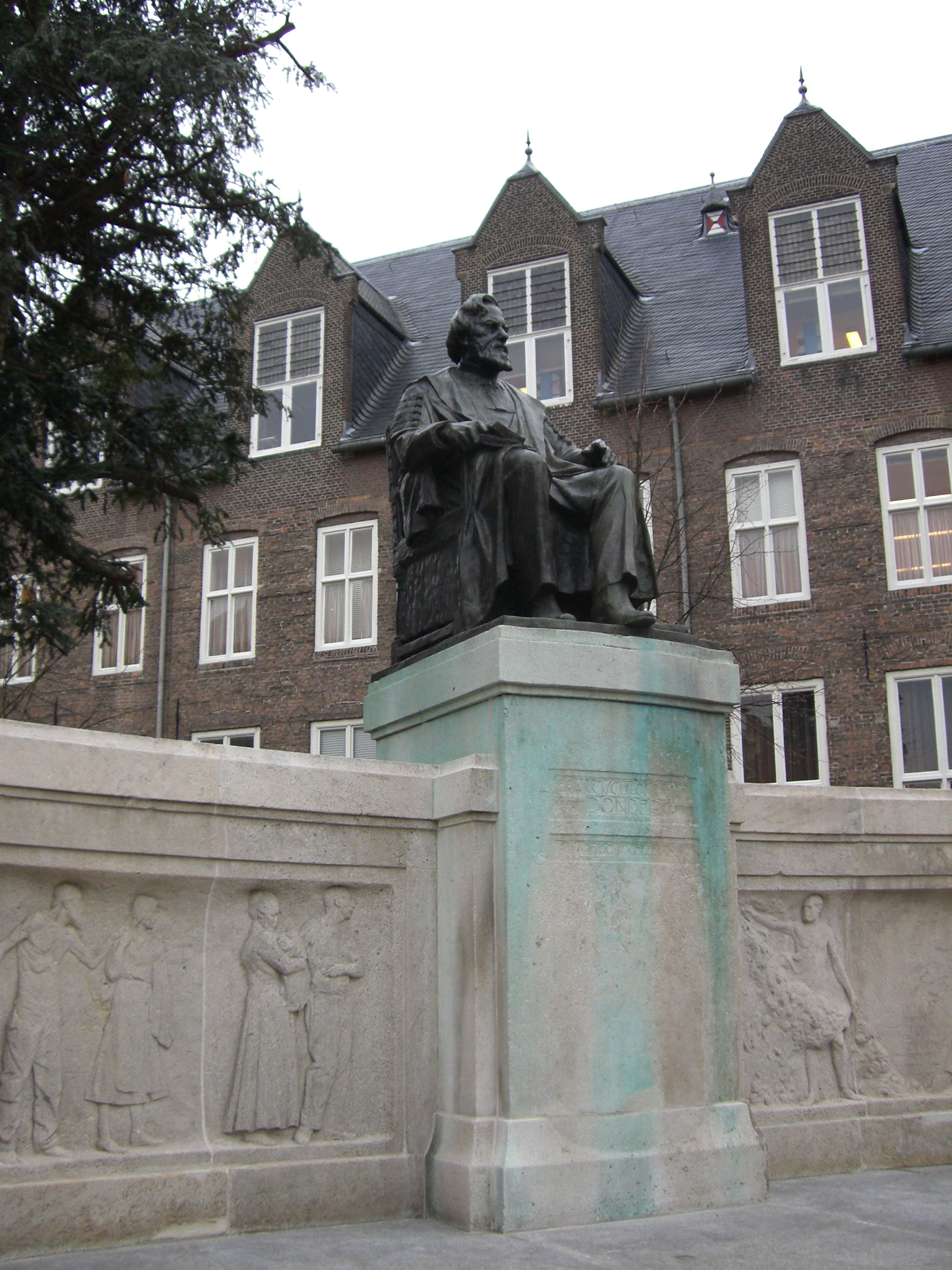
Statue de F.C. Donders (1818-1889) Janskerkhof (centre d'Utrecht).

### DuXIXeauXXesiècle
Vers la fin du XIXe siècle, l’université d'Utrecht nécessite plus d'argent pour financer et préserver la qualité de son enseignement. Cependant, le Gouvernement n’a plus les fonds nécessaires et envisage même de fermer l’université. Bien que l'université continue à investir dans le personnel, les bâtiments et les équipements, elle peine à attirer voire retenir ses meilleurs scientifiques. Néanmoins, l’édification de l’hôpital académique au Catharijnesingel (1872) et la construction de la nouvelle ville redonnent du souffle aux ambitions de l’université.

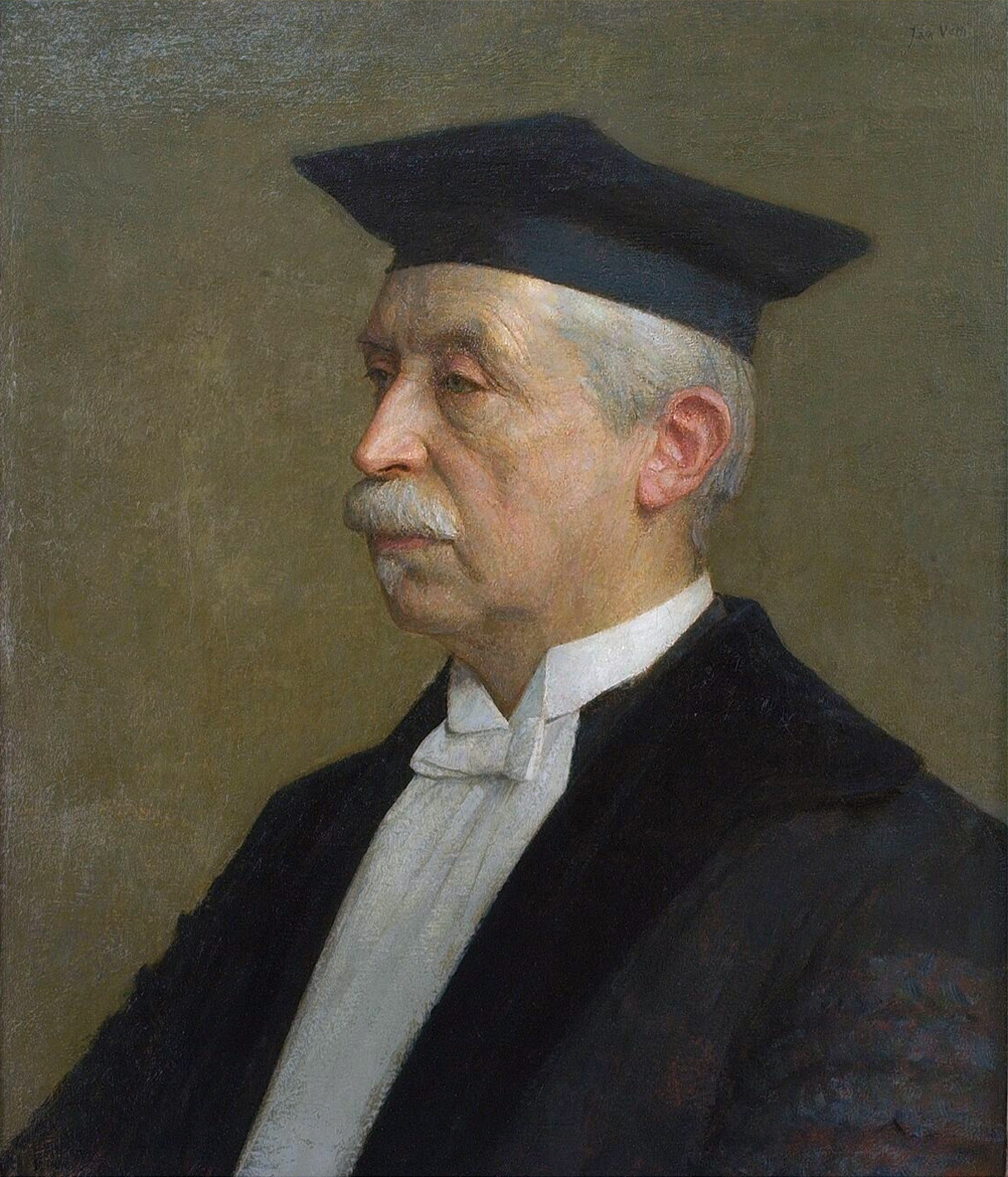
Christiaan Eijkman (1858-1930).

Par contre, l’université se féminise peu à peu. Catharine van Tussenbroek fera partie des premières étudiantes à s'inscrire à l'université d'Utrecht. En 1915, plus d'un quart des étudiants sont des femmes. Néanmoins, le corps enseignant suit péniblement la même tendance. Bien que la première professeure néerlandaise, Johanna Westerdijk ait été nommée à Utrecht dès 1916, elle y sera la seule à exercer après la Seconde Guerre mondiale.
L’université reprend son essor grâce à l’impulsion de personnalités comme le physiologiste Hubrecht, les avocats Hamaker et Molengraaff, des historiens comme Kernkamp et Pieter Geyl, des naturalistes tels que Magnus et Minnaert ou des théologiens comme Van Unnik. En 1929, Christiaan Eijkman est le premier scientifique d’Utrecht lauréat du prix Nobel.
En 1925, la sixième faculté de médecine vétérinaire est fondée. Désormais, l’université inaugure de nouveaux programmes d'études et de spécialisation. Après la Seconde Guerre mondiale, les sections de géoscience, biologie et chimie deviennent autosuffisantes et une faculté des sciences sociales est même inaugurée.
Depuis les années soixante, Utrecht transfère non seulement certaines facultés scientifiques en perpétuel développement mais également l’hôpital universitaire et les services administratifs à De Uithof. Si l’État Néerlandais reste un partenaire de l’université d’Utrecht, cette dernière gagne en indépendance et devient un vrai modèle d’autogestion.
À cet égard, le nombre d'étudiants enregistrés augmente très vite. Si l’université d’Utrecht accueille environ 800 étudiants en 1900, ils sont près de 3 000 à la fin des années 1930 et environ 23 000 en 2000. Avec plus de 29 000 étudiants inscrits en 2008, Utrecht est l'une des plus grandes universités aux Pays-Bas.

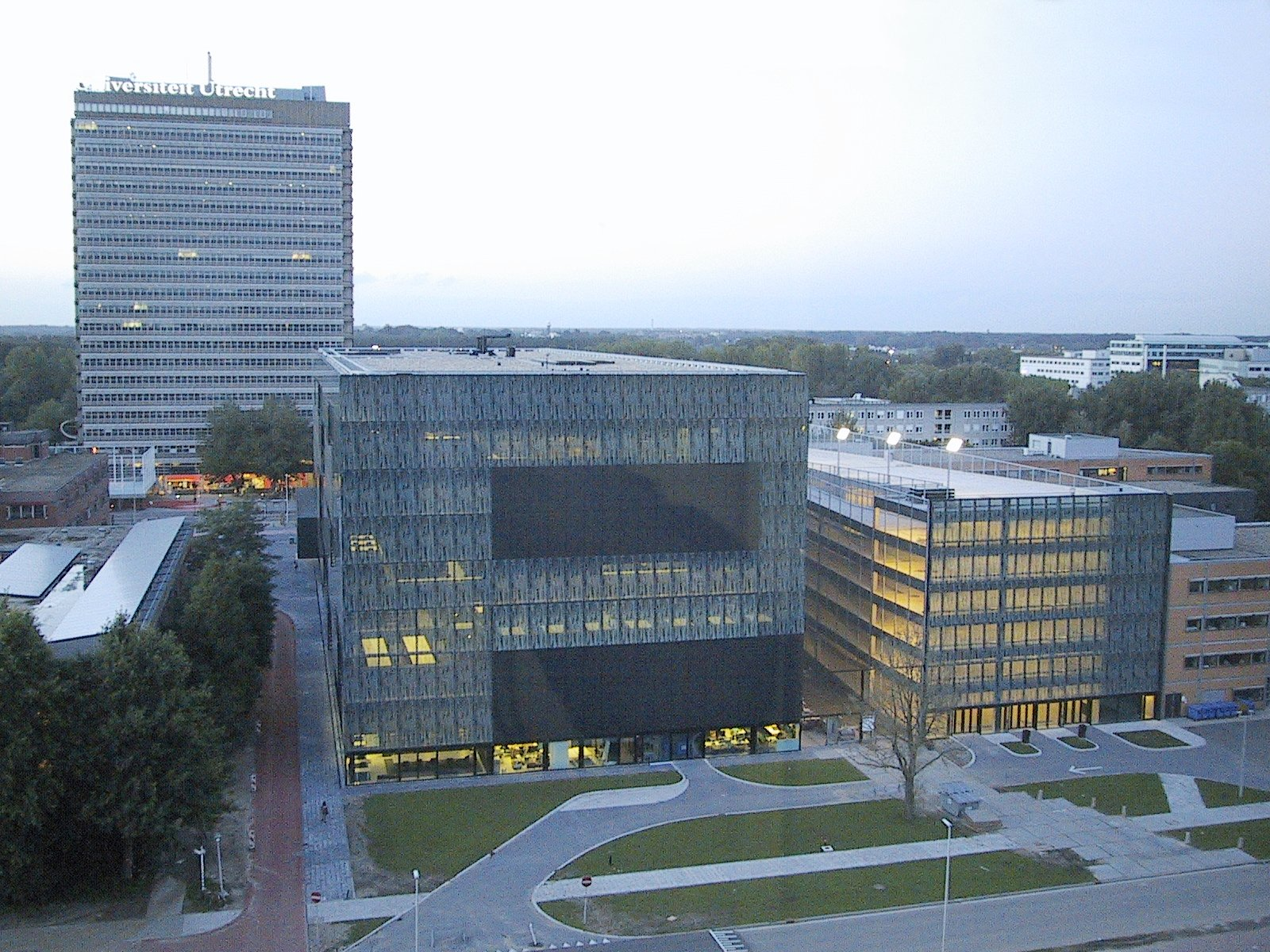
Cambridgelaan, campus de De Uithof.

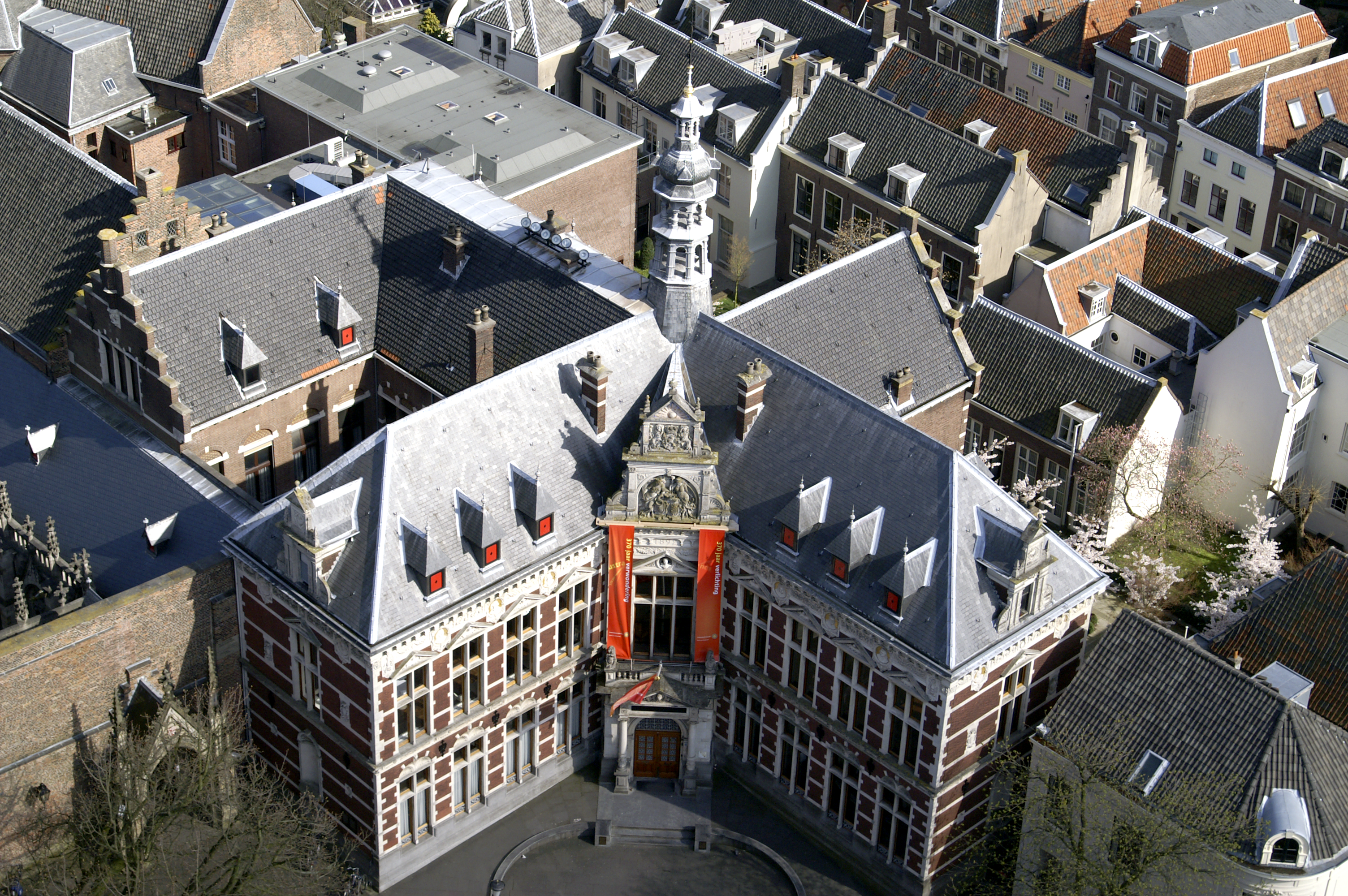
Academiegebouw.

## Personnalités liées à l'université
L'université d'Utrecht compte un certain nombre d'éminents universitaires et personnalités de premier plan parmi ses anciens professeurs et étudiants.
- Elisabeth Bik (microbiologiste)
- Christoph Buys Ballot (météorologiste)
- Clarence Barlow (compositeur)
- Nicolaas Bloembergen (physicien, lauréat du prix Nobel)
- Arend Jan Boekestein (historien, homme politique)
- Els Borst (ancienne ministre néerlandaise de la Santé, du Bien-être et des Sports)
- James Boswell (écrivain, juriste)
- Pieter Burmann le Jeune (philologue)
- Michael Clyne (linguiste)
- David Dalrymple, Lord Hailes, (écrivain, juriste)
- Peter Debye (physicien, lauréat du Prix Nobel)
- René Descartes (philosophe, mathématicien)
- Arnold Drakenborch (rhétoricien et historien)
- Frans de Waal (zoologiste et éthologiste)
- Christiaan Eijkman (médecin, pathologiste, lauréat du prix Nobel)
- Willem Einthoven (médecin, physicien, lauréat du prix Nobel)
- Johann Georg Graevius (érudit)
- Louis Grondijs (byzantinologue, correspondant de guerre)
- Gerardus 't Hooft (physicien, lauréat du prix Nobel)
- Jacobus Henricus van 't Hoff (chimiste, lauréat du prix Nobel)
- A. Cecile J.W. Janssens (1968-2022), épidémiologiste et chercheure
- Jacobus Kapteyn (astronome)
- Sonia Kéfi (écologie)
- Tjalling Charles Koopmans (mathématicien, physicien, économiste, lauréat du prix Nobel)
- Henriette Laman Trip de Beaufort (écrivaine et historienne)
- Aristid Lindenmayer (biologiste)
- Jack van Lint (mathématicien)
- Rudolf Magnus (pharmacologiste et physiologiste)
- Maung Maung (président birman en 1988)
- Marcel Minnaert (astronome)
- Heiko Oberman (historien)
- Mark Overmars (ingénieur informaticien)
- Abraham Pais (physicien, historien des sciences)
- Perizonius (érudit)
- Pieter Willem Pestman (papyrologue et égyptologue)
- Cornelis Willem de Rhoer (1751-1821), historien et juriste néerlandais
- Ingrid Robeyns, philosophe et économiste
- Wilhelm Röntgen (physicien, lauréat du prix Nobel)
- Lavoslav Ružička (chimiste, lauréat du prix Nobel)
- Célia Sapart, climatologue, y a effectué un doctorat et y enseigne
- Johann Jakob Scheuchzer (médecin, scientifique)
- Jan Hendrik Scholten (théologien)
- Boudewijn Sirks (spécialiste en droit romain)
- Jan Jacob Slauerhoff (poète, nouvelliste). Il a notamment travaillé comme assistant à la clinique universitaire en dermatologie et maladie vénérienne en 1929-1930.
- Charles Spencer (3e comte de Sunderland) (homme d'État)
- Jan Jakob Lodewijk ten Kate (poète)
- Jan Terlouw (homme politique, nouvelliste)
- Martinus J.G. Veltman (physicien, lauréat du prix Nobel)
- Arthur Wichmann (géologue et minéralogiste)
- Hugh Williamson (homme politique)
- Sylvie Roke, (née en 1977) chercheuse, physicienne et chimiste